# 譚溥 (成化進士)
譚溥（1444年—1503年），字惟淵，四川瀘州人，民籍，明朝政治人物。

## 生平
十一月初四日生，行三，由山東舊縣驛驛丞中式山東鄉試第七名舉人，會試中式第一百五十三名。年三十五歲中式成化十四年戊戌科第三甲第一百九十名進士。。

## 家族
曾祖譚張祿；祖譚泰；父譚友義；母袁氏。具慶下，妻胡氏，兄濬（訓導）；濂。